# Raïon de Loïew
Le raïon de Loïew (en biélorusse : Лоеўскі раён, Loïewski raïon ; en russe : Лоевский  район, Loïevski raïon) est une subdivision de la voblast de Homiel, en Ukraine. Son centre administratif est la commune urbaine de Loïew.

## Géographie
Le raïon couvre une superficie de 1 045 km2, au sud de la voblast, à la frontière ukrainienne. Il est arrosé par le Dniepr et le Soj, son affluent. La forêt occupe 40 % du territoire du raïon. Il est limité au nord par le raïon de Retchytsa et le raïon de Gomel, à l'est par l'Ukraine (oblast de Tchernihiv, raïon de Ripky), au sud par le raïon de Brahine et à l'ouest par le raïon de Khoïniki.

## Histoire
Le raïon de Loïew a été fondé le 8 décembre 1926. Il a été supprimé le 25 décembre 1962 et rétabli le 30 juillet 1966. Bien que proche de Tchernobyl, le raïon a moins souffert que d'autres régions biélorusses de l'accident de 1986.

## Population

### Démographie
Les résultats des recensements de la population (*) font apparaître une baisse continue de la population depuis 1959. Ce déclin s'est accéléré dans les premières années du XXIe siècle :
| 1959*  | 1970*  | 1979*  | 1989*  | 1999*  | 2009*  |
| ------ | ------ | ------ | ------ | ------ | ------ |
| 27 377 | 24 615 | 22 503 | 20 402 | 18 013 | 14 346 |

### Nationalités
Selon les résultats du recensement de 2009, la population du raïon se composait de trois nationalités principales :
- 92,9 % de Biélorusses ;
- 4,4 % de Russes ;
- 1,8 % d'Ukrainiens.

### Langues
En 2009, la langue maternelle était le biélorusse pour 87,05 % des habitants et le russe pour 11,6 %. Le biélorusse était parlé à la maison par 63,4 % de la population et le russe par 32,5 %.